# Стратокл (афинский политик)
Стратокл (др.-греч. Στρατοκλής) — оратор и политик Древних Афин IV—III веков до н. э.
Стратокл родился в богатой афинской семье около 350 года до н. э. В 307 году до н. э. сын Антигона Деметрий Полиоркет сверг ставленника правителя Македонии Кассандра тирана-философа Деметрия Фалерского, что было воспринято горожанами с ликованием. В Афинах была восстановлена демократия. Лидер партии демократов Стратокл запомнился античным историкам в первую очередь особой угодливостью перед Антигоном и Деметрием Полиоркетом, от которых зависели его власть и положение в городе. Непосредственно после свержения Деметрия Фалерского Стратокл добился обожествления своих покровителей. Впоследствии, для того чтобы Деметрий Полиоркет смог участвовать в Элевсинских мистериях, он законодательно переименовал десятый месяц года мунихион в третий антестерион, а затем в восьмой боэдромион. Таким образом Деметрий смог пройти все этапы посвящения для доступа к мистериям. Согласно античной легенде, одной из законодательных инициатив Стратокла стала: «Всё, что ни повелит царь Деметрий, да будет непорочно в глазах богов и справедливо в глазах людей».
После сокрушительного поражения Антигона в битве при Ипсе 301 года до н. э. Стратокл в один момент утратил всё своё влияние в Афинах. В отличие от других афинских политиков, которых после конца их карьеры казнили либо изгоняли из города, Стратокл остался жить в родном городе. По мнению Д. Бейлисса, это связано с тем, что за время своего фактического правления Стратокл не нажил врагов и не совершил ничего вопиюще противозаконного.

## Биография

### Происхождение. Ранние годы
Стратокл родился около 350 года до н. э. в семье Евтидема из городского дема Диомеи. Его семья была одной из богатейших в Древних Афинах. Отец Стратокла Евтидем и дед, также Стратокл, не менее семи раз снаряжали корабли для ведения военных действий в рамках выполнения общественной повинности, что свидетельствует об их высоком социальном положении.
Свою политическую карьеру Стратокл начал около 324 года до н. э. во время дела о деньгах Гарпала, когда он выступил одним из обвинителей Демосфена. Хоть сама речь не сохранилась, из цитат других авторов известно, что Стратокл возлагал на Демосфена ответственность за разрушение Фив Александром Македонским в 335 году до н. э.
Плутарх описал историю о том, как Стратокл первым прибыл в Афины после поражения при Аморгосе 322 года до н. э. Он прошествовал через Керамик с венком на голове, объявил о победе и предложил устроить благодарственные жертвоприношения и раздачу еды. Когда, через некоторое время, моряки приплыли на уцелевших судах, Стратокла призвали к ответу. На гневные обвинения толпы он ответил: «А что, собственно, страшного с вами приключилось? Вы провели в радости два дня — только и всего!»
Во время правления Деметрия Фалерского в Афинах в 317—307 годах до н. э. Стратокл, возможно, был в оппозиции к ставленнику правителя Македонии Кассандра. Однако, учитывая единоличный характер правления Деметрия Фалерского, деятельность Стратокла могла быть исключительно подпольной и античные источники о его жизни в этот период времени ничего не сообщают.
В 307 году до н. э. в Элладу вторглись войска Антигона под командованием его сына Деметрия Полиоркета. Вторжение было подкреплено пропагандистским приёмом — обещанием свободы для греческих полисов. Появление флота Деметрия рядом с Афинами вызвало энтузиазм среди горожан. Войско Деметрия Фалерского отказалось сражаться, а Народное собрание заставило его начать переговоры с «освободителем». Афиняне, согласно античной традиции, восприняли конец правления Деметрия Фалерского с воодушевлением. Статуи тирана-философа были немедленно сокрушены, некоторые из них переплавлены в ночные горшки, а напротив его имени в списке архонтов поставлено определение «год беззакония». Официально в Афинах была восстановлена демократия.

### На службе у Антигона I Одноглазого и Деметрия Полиоркета

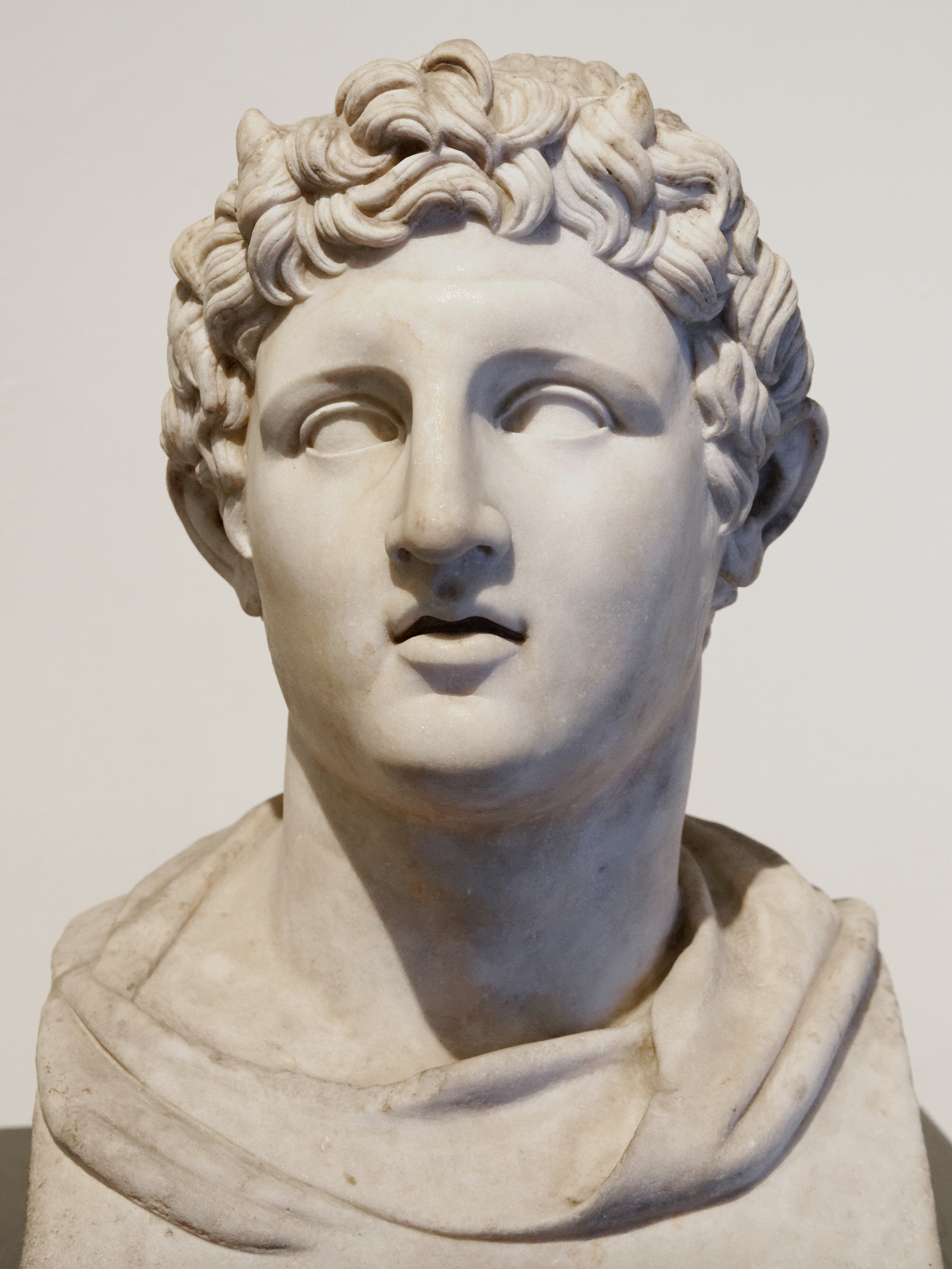
Бюст Деметрия Полиоркета
Национальный археологический музей Неаполя, Италия

Деметрий Полиоркет был встречен в городе с ликованием. Стратокл предложил воздать ему беспрецедентные почести. Диодор Сицилийский и Плутарх по-разному описывают их детали, однако оба автора связывают их введение с именем Стратокла. Диодор упоминает возведение позолоченных статуй Антигона и Деметрия на Агоре рядом со статуями тираноубийц Гармодия и Аристогитона; посвящение им алтаря с надписью «Сотерам» («Спасителям»); учреждение ежегодного празднества с агонами, жертвоприношениями и торжественными шествиями; учреждение двух новых фил — Антигониды и Деметриады; решение выткать на священном пеплосе Афины изображения Антигона и Деметрия, а также дарование обоим правителям золотых венков стоимостью в двести талантов. Плутарх упоминает об образовании новых фил, возведении алтаря и помещении изображений Антигона и Деметрия на пеплос Афины, а также приводит ещё девять, среди которых возведение жертвенника на том месте Аттики, куда впервые ступил Деметрий, замену «послов» к Антигону «феорами» (до этого религиозная должность), а архонтов-эпонимов — жрецами «спасителей». При сопоставлении свидетельств двух авторов, историки отдают предпочтение информации из «Исторической библиотеки» Диодора, а не «Сравнительных жизнеописаний» Плутарха, которые по их мнению в данном вопросе не заслуживают доверия.
Стратокл был лидером партии демократов, которая, хоть и получила власть в Афинах, полностью зависила от Антигонидов. Стратокл, который не занимал каких-либо официальных должностей, выполнял роль оратора, по предложению которого Народное собрание принимало соответствующие решения. Большая часть из сохранившихся 28 принятых по инициативе Стратокла декретов относится к дарованию тех или иных почестей лицам, в том числе и посмертных, и городам, которые оказали услуги Афинам. Часть из них составлялись после того как Деметрий письменно извещал афинян о соответствующих заслугах. Согласно Плутарху, Стратокл даже предложил Народному собранию принять постановление: «Афинский народ постановляет — всё, что ни повелит царь Деметрий, да будет непорочно в глазах богов и справедливо в глазах людей». На слова кого-то из граждан, что Стратокл безумец, раз предлагает такое постановление, племянник Демосфена Демохар отметил: «Напротив, он был бы безумцем, если бы не был безумцем». В 304/303 году до н. э. Стратокл добился изгнания Демохара.
Из всех инициатив Стратокла, направленных на угождение Деметрию, наиболее циничной выглядит история с Элевсинскими мистериями. После того как весной 302 года до н. э. Деметрий прибыл в Афины, он захотел быть немедленно посвящённым в Элевсинские мистерии. Для этого надо было пройти три ступени посвящения. В месяце антестерионе допускали к малым таинствам, через полгода в боэдромионе — к великим, а ещё через год — к полноценным мистериям. Ведавший обрядом жрец Пифодор категорически отказался отходить от многовековой процедуры. Тогда, по предложению Стратокла, месяц мунихион этого года был законодательно объявлен антестерионом, затем — боэдромионом, после чего Деметрий получил право быть допущенным к великому посвящению. Такой фарс с религиозными церемониями оскорбил многих из афинян. Ситуация нашла отображение в одной из комедий Филиппида: «Годичный целый срок в единый месяц сжал».
После поражения Антигона при Ипсе в 301 году до н. э. Стратокл в один момент утратил всё своё влияние в Афинах. Последнее упоминание Стратокла в эпиграфических надписях связано с предложенным им декретом оказать почести Филиппиду, сыну Филомела, 292 года до н. э.

## Оценки
В целом античные и современные источники изображают Стратокла преимущественно в негативном контексте. Политик представлен льстецом и ставленником Деметрия, для которого интересы родного города были вторичными. Плутарх считал, что вся общественная и ораторская деятельность Стратокла была направлена в первую очередь на получение собственной выгоды. Согласно данному античному историку, Стратокл вместе с таким же недобросовестным политиком Дромоклидом называл ораторскую трибуну «золотой жатвой». Плутарх считал, что Стратокл «отличался необыкновенною дерзостью, жизнь вёл беспутную и разнузданную и в своём беззаботном и пренебрежительном отношении к народу подражал, казалось, гнусному шутовству Клеона». Данные негативные оценки античные авторы дополняли сведениями о распутной жизни Стратокла. Афиней писал, что у него была любовница Лима, которую также называли Дидрахмой, так как она «за две драхмы … шла к любому желающему». Плутарх приводит слова Стратокла гетере Филакион, которая принесла с рынка мозги и шеи: «Ты купила к обеду те самые мячи, которыми мы перебрасываемся, когда решаем государственные дела!»
В истории с золотым венком Плутарх видел буффонаду, в то время как современный историк Д. Бейлисс — направленную на успокоение граждан уловку.
Комедиограф Филиппид так охарактеризовал деятельность своего современника Стратокла:
Он — тот, по чьей вине на лозы иней пал
И кто нечестием порвал богини плащ;
Воздал он смертным людям божьи почести.
Вот кто народ сгубил, а не комедия.
Д. Ромм охарактеризовал Стратокла оппортунистом. К. Ю. Нефедов — лидером радикальных демократов в Афинах, который зарекомендовал себя ставленником Антигонидов. Власть Стратокла зависела исключительно от влияния Антигона и Деметрия в эллинистическом мире. Как отмечал А. С. Шофман, цинизм ситуации в почестях Антигону и Деметрию за спасение города от тирании заключалась в том, что в 317 году до н. э. город попал под власть Кассандра и Деметрия Фалерского, не в последнюю очередь благодаря союзу Кассандра с Антигоном. Когда власть Антигонидов пошатнулась, Стратокл участвовал в репрессиях против тех афинян, которые выступали против Деметрия. В 302—301 годах до н. э., когда против Антигона и Деметрия сформировалась мощная коалиция из влиятельных диадохов Кассандра, Лисимаха, Птолемея и Селевка, имена «спасителей» Афин пропали из официальных актов Народного собрания. По мнению П. Пашидиса, это было связано с тем, что афиняне, в том числе и Стратокл, заняли выжидательную позицию.
По мнению П. Пашидиса, характеристика Стратокла как марионетки Антигонидов справедлива лишь относительно 303—302 годов до н. э., когда Стратокл принимал непосредственное участие в репрессиях против оппозиции. Соответствующие законодательные инициативы в первые годы после освобождения Афин от тирании Деметрия Фалерского можно объяснить желанием сохранить Афины и добиться от нового правителя соответствующих льгот. Как бы то ни было, политика Стратокла не нашла поддержки среди афинян. Даже после повторного захвата власти в городе Деметрием он не смог вернуть себе былого влияния. Афиняне воспринимали Стратокла лакеем временных повелителей города Антигонидов. Однако, как отмечает Д. Бейлисс, Стратокл, в отличие от других потерявших власть афинских политиков не только не был казнён, но и избежал изгнания. Это может свидетельствовать об его относительно мягкой внутренней политике. Хоть Стратокл и запомнился гражданам своим чрезмерным угодничеством в отношении Антигонидов, он не приобрёл множества врагов и не совершил преступлений, за которые его могли бы отправить в изгнание.
П. Пашидис отмечает, что биография Стратокла представляет собой новый «эллинистический» этап развития взаимоотношений между греческими полисами и монархиями диадохов. На примере Афин было показано, что не только олигархия, но и демократия совместима с верховной властью царя. Оказалось что для нормального сосуществования монархий и полисов не было необходимости в свержении привычных для них форм правления.

### Исследования
- Нефедов К. Ю. Культ первых Антигонидов в Афинах: новая интерпретация // Кондаковские чтения Ι. Проблемы культурной преемственности. — Белгород, 2005. — С. 83—94.
- Фролов Э. Д. Власть и культура в древней Греции на стыке классики и эллинизма // Проблемы истории, филологии, культуры. — Магнитогорский государственный технический университет им. Г. И. Носова, 2002. — № 12. — С. 28—58. — ISSN 1992-0431.
- Хабихт Х. Афины. История города в эллинистическую эпоху / Подготовка к изданию и перевод Ю. Г. Виноградова. — М.: Ладомир, 1999. — ISBN 5-86218-339-6.
- Шофман А. С. Распад империи Александра Македонского / Печатается по постановлению редакционно-издательского совета Казанского университета. Отв. редактор В. Д. Жигунин. — Казань: Издательство Казанского университета, 1984.
- Bayliss A. J. Chapter 6. Stratocles of Diomeia: Audacious Buffon or Shameless Bold? // After Demosthenes: The Politics of Early Hellenistic Athens (англ.). — London: Continuum International Publishing Group, 2011. — P. 152—186. — ISBN 978-1-4411-1151-7.
- Billows R. Antigonos the One-eyed and the Creation of the Hellenistic State (англ.). — Berkeley; Los Angeles; London: University of California Press, 1997. — ISBN 0-520-06378-3.
- Davies J. K. Athenian Propertied Families 600—300 BC (англ.). — Oxford: Clarendon Press, 1971.
- Fiehn K.[нем.]. Stratokles 5 // Paulys Realencyclopädie der classischen Altertumswissenschaft :  [нем.] / Georg Wissowa. — Stuttgart : J. B. Metzler’sche Verlagsbuchhandlung, 1931. — Bd. IV A,1. — Kol. 269—271.
- Heckel W. Who's Who in the Age of Alexander and his Successors. From Chaironea to Ipsos (338—301 BC) (англ.). — Barnsley: Greenhill Books, 2021. — 554 p. — ISBN 978-1-78438-648-1.
- Paschidis P. Between City and King. Prosopographical Studies on the Intermediaries between the Cities of the Greek Mainland and the Aegean and the Royal Courts in the Hellenistic Period (322—190 BC) (англ.) / Research Centre for Greek and Roman Antiquity; National Hellenic Research Foundation. — ΜΕΛΕΤΗΜΑΤΑ. — Athens, 2008. — Vol. 59. — ISBN 978-960-7905-44-4.
- Romm J. Demetrius Sacker of Cities (англ.). — New Haven & London: Yale University Press, 2022. — ISBN 978-0-300-25907-0.